# 5. gardna zračnoprevozna divizija (ZSSR)
Za druge 5. divizije glejte 5. divizija.
5. gardna zračnoprevozna divizija je bila gardna zračnoprevozna divizija v sestavi Rdeče armade med drugo svetovno vojno.

## Zgodovina
Divizija je bila ustanovljena decembra 1942 v Moskovskem vojaškem okrožju. 

## Organizacija
- štab
- 1. gardni strelski polk
- 11. gardni strelski polk
- 16. gardni strelski polk
- 6. gardni artilerijski polk